# Memoriale Rituum
Das Memoriale Rituum (alias: Caeremoniale parvum) enthält normative Ausführungen über die gottesdienstlichen Handlungen nach dem Römischen Ritus in kleineren Pfarrkirchen. Es ist das jüngste liturgische Buch der sogenannten tridentinischen Liturgie.
Das Buch wurde erstmals 1725 auf Veranlassung des Papstes Benedikt XIII. für kleinere Pfarrkirchen der Stadt Rom herausgegeben. Es schuf für Gottesdienste, die nach dem Missale Romanum die Mitwirkung von Diakon und Subdiakon verlangten (Lichtmess, Aschermittwoch, Palmsonntag und Kartage), eine Ordnung, die ein einzelner Priester ohne Assistenz solcher Kleriker vollziehen konnte. Von Papst Pius VII. wurde es 1821 für alle Pfarrkirchen gleicher Situation vorgeschrieben. 
Die letzte Editio typica wurde 1915 unter Pius X. begonnen, aber erst 1920 unter Benedikt XV. vollendet.

## Ausgaben
- Memoriale Rituum pro aliquibus praestantioribus sacris functionibus persolvendis in minoribus ecclesiis, Benedicti XIII Pont. Max. jussu editum, Benedicti Papae XV auctoritate recognitum. Editio typica. Romae et Ratisbonae 1920.
- Das Memoriale Rituum Benedikts XIII.: nach der jüngsten Editio typica Benedikts XV. übertr., bearb. und mit Einleitung versehen von Joseph Braun. Kösel & Pustet, Regensburg 1923.

Eine „editio prima post typicam“ wurde noch 1950 gedruckt. Mit der Neuordnung der Feier der Heiligen Woche 1955 durch Papst Pius XII. wurde das „Memoriale Rituum“ teilweise, mit der Liturgiereform unter Papst Paul VI. ganz hinfällig.